# Jorma Kaukonen
Jorma Ludwik Kaukonen, Jr. (Washington D.C, 23 de diciembre de 1940) es un guitarrista estadounidense de folk, blues y rock, conocido por su trabajo con las bandas Jefferson Airplane y Hot Tuna. La revista Rolling Stone lo incluyó en el puesto 54 de su lista de 100 mejores guitarristas de todos los tiempos.

## Biografía

### Primeros años
Nació en Washington D.C el 23 de diciembre de 1940, hijo de Beatrice y Jorma Ludwik Kaukonen (de origen finlandés), pasó buena parte de su infancia viviendo en Filipinas, debido al trabajo de su padre, hasta que finalmente regresó a su lugar de nacimiento donde comenzó a tocar la guitarra ya de adolescente. Junto a su futuro compañero en Jefferson Airplane, Jack Casady, formó su primera banda en Washington llamada The Triumphs. En esta época comienza a tocar la guitarra con la técnica del Fingerpicking. 
En 1962, Kaukonen se mudó a la Bahía de San Francisco para estudiar en la Universidad de Santa Clara. Comenzó a tocar blues en solitario por bares y cafés, a veces acompañado por una jovencísima Janis Joplin. De esta época queda como testimonio la grabación de 1964 titulada The Typewriter Tapes. En la universidad conoció a Paul Kanter, que lo invitó a asistir a un ensayo de Jefferson Airplane y tras una jam session lo invitó a formar parte de la banda. Kaukonen, como guitarrista de blues, nunca pensó en tocar en una banda de rock, sin embargo le atrajeron los múltiples efectos sonoros que le ofrecía la guitarra eléctrica y no dudó en unirse al grupo.

### Jefferson Airplane

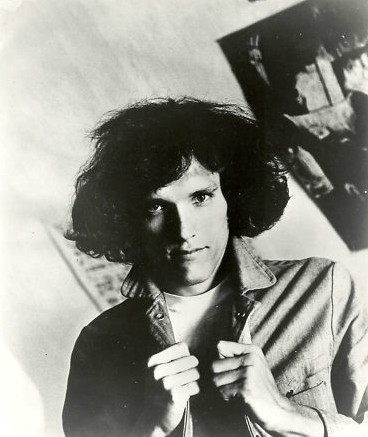
Jorma Kaukonen

En su época en Jefferson Airplane, no fue demasiado prolífico en cuanto a composición, sin embargo dejó algunas piezas memorables como el tema acústico Embryonic Jorney, que aparece en Surrealistic Pillow, el segundo álbum de la banda, en el que se hace patente su virtuosismo en el dominio del fingerpicking. En el siguiente álbum, After Bathing at Baxter's, el sonido de Kaukonen se vuelve más duro, inspirado, entre otros por el guitarrista Mike Bloomfield. Este cambio de estilo se hace patente en The Last Wall of the Castle y en la instrumental Spare Chaynge, coescrita junto a Jack Casady y Spencer Dryden. En Crown of Creation firma Star Track. En 1971, la banda publica el álbum Bark donde Kaukonen aparece acreditado en tres temas; la instrumental Wild Turkey, Feel So Good y la autobiográfica Third Week in the Chelsea en la que expresa sus sentimientos sobre la desintegración de la banda.

### Hot Tuna
En 1969 pone en marcha junto a su compañero Jack Casady un proyecto paralelo a Jefferson Airplane al que bautizan con el nombre de Hot Tuna, en el que Kaukonen vuelve a sus orígenes como bluesman acústico. Tras la disolución de Jefferson Airplane en 1972, el sonido de la banda se volvería más eléctrico y contarían con la colaboración del violinista Papa John Creach para la grabación de su primer álbum de estudio, Burger (1972), los dos álbumes previos habían sido grabaciones acústicas en directo. Para su siguiente álbum, The Phosphorescent Rat (1973), también contaron con Papa John Creach. A partir de 1974, a Casady y Kaukonen se les une el batería Bob Steeler, durante este periodo, la banda fue célebre por sus largos directos instrumentales. 

### Carrera en solitario
Kaukonen comenzó su carrera en solitario en 1974 con la grabación del álbum Quah. Producido por Jack Casady, Quah presentó doblajes de cuerda en algunas pistas, así como varias pistas escritas y cantadas por Tom Hobson. La canción de apertura "Genesis" aparece en las películas Margot at the Wedding (2007) y Transcendence (2014). La obra que aparece en la portada del álbum se exhibe en Donkey Coffee and Espresso, una cafetería en Athens (Ohio).
En 1979, Kaukonen lanzó su segundo álbum en solitario, Jorma. Más tarde ese año, comenzó a girar con una serie de formaciones, compuestas de un bajista y un batería, que inicialmente incluía al batería de Hot Tuna, Bob Steeler. Durante este tiempo, experimentó con una nueva imagen, con cabello corto y teñido y extensos tatuajes que adornan su cuerpo, espalda y brazos. Grabó el álbum Barbeque King que fue lanzado en 1980. Los seguidores tradicionales de Kaukonen no se congratularon con esta nueva imagen, percibida como "punk", y las ventas del álbum fueron tan decepcionantes que Jorma pronto se retiró de RCA Records.
Continuó tocando como solista durante la década de 1980 y al igual que ocurría en su etapa con Hot Tuna, realizaba conciertos de larga duración, generalmente comenzando con una parte acústica de una hora seguido de un intermedio largo y luego una parte eléctrica de dos horas, a veces acompañado de bajo y batería. A partir de 1986 regresó a las actuaciones con Hot Tuna. Durante el trascurso de una de ellas, en 1988 en The Fillmore, Kaukonen contó con la colaboración sorpresa de Grace Slick, sorprendiendo a su antiguo compañero de Jefferson Airplane, Paul Kantner, que se encontraba entre el público. El éxito de esta actuación ayudó a allanar el camino para una reunión de Jefferson Airplane en 1989, que incluyó una gira y un nuevo álbum.
En 1984, Kaukonen colaboró con Robert Hunter en el álbum Amagamalin Street, publicado con Relix Records, un sello discográfico fundado por Les Kippel, especializado en bandas del Área de la Bahía de San Francisco. Relix también lanzó Splashdown, con una rara actuación de Hot Tuna en una emisora de radio de Nueva York ya desaparecida. Relix Records siguió siendo el sello discográfico de la banda hasta 2000. En 1985, Kaukonen actuó con la banda There Goes the Neighborhood junto al bajista Jaco Pastorius.
En 1993, colaboró con el ex tecladista de Grateful Dead, Tom Constanten en la grabación de numerosos arreglos de "Embryonic Journey". Las pistas resultantes se publicaron el álbum Embryonic Journey de 1994. En 1999, tocó varios conciertos con Phil Lesh y en 2000, apareció con la banda de jam Widespread Panic durante su gira de verano. Su álbum de 2002, Blue Country Heart, fue nominado para un premio Grammy.
Con su esposa Vanessa, Kaukonen posee y opera Fur Ranch Ranch, un campamento de música y guitarra de 119 acres (0,48 km²) en las colinas del sureste de Ohio, al norte de Pomeroy, con un estudio de 32 pistas. El 28 de agosto de 2018, St. Martin's Press publicó la autobiografía de Kaukonen, Been So Long: My Life and Music.

## Instrumentos
Durante su etapa en Jefferson Airplane, Kaukonen solía utilizar una guitarra Gibson ES-345. Actualmente utiliza guitarras acústicas Martin. En 2010, Martin Guitars creó el modelo Martin M-30 Jorma Kaukonen Custom Artist Edition, diseñado por Kaukonen a partir de dos modelos de guitarras Martin que había usado con anterioridad.

## Discografía

### Jefferson Airplane
- Jefferson Airplane Takes Off (1966)
- Surrealistic Pillow (1967)
- After Bathing at Baxter's (1967)
- Crown of Creation (1968)
- Bless Its Pointed Little Head (1969)
- Volunteers (1969)
- Bark (1971)
- Long John Silver (1972)
- Jefferson Airplane (1989)

### Hot Tuna
- Hot Tuna (1970)
- First Pull Up, Then Pull Down (1971)
- Burgers (1972)
- The Phosphorescent Rat (1973)
- America's Choice (1975)
- Yellow Fever (1975)
- Hoppkorv (1976)
- Double Dose (1977)
- The Last Interview? (1978)
- Splashdown (1984)
- Historic Hot Tuna (1985)
- Pair a Dice Found (1990)
- Live at Sweetwater (1992)
- Live at Sweetwater 2 (1993)
- Trimmed & Burning (1995)
- Land of Heroes (1995)
- Classic Hot Tuna Acoustic (1996)
- Classic Hot Tuna Electric (1996)
- Splashdown Two (1997)
- Live at Stove's (1997)
- And Furthurmore... (1999)

### Jorma Kaukonen
- Quah (1974)
- Jorma (1979)
- Barbeque King” (1981)
- Too Hot to Handle (1985)
- Embryonic Journey (1994)
- The Land of Heroes (1995)
- Christmas (1996)
- Too Many Years (1998)
- Blue Country Heart (2002)
- Stars in My Crown (2007)
- River of Time (2009)
- Ain't In No Hurry (2015)